# João Frederico I, Eleitor da Saxônia
João Frederico I da Saxônia (português brasileiro) ou João Frederico I da Saxónia (português europeu) (em alemão: Johann Friedrich I von Sachsen; Torgau, 30 de junho de 1503 – Weimar, 3 de março de 1554), chamado também de João, o Magnânimo, foi príncipe-eleitor e duque da Saxônia. Destacou-se como um dos líderes da Liga da Esmalcalda (em alemão: Schmalkaldische Bund).

## Primeiros anos

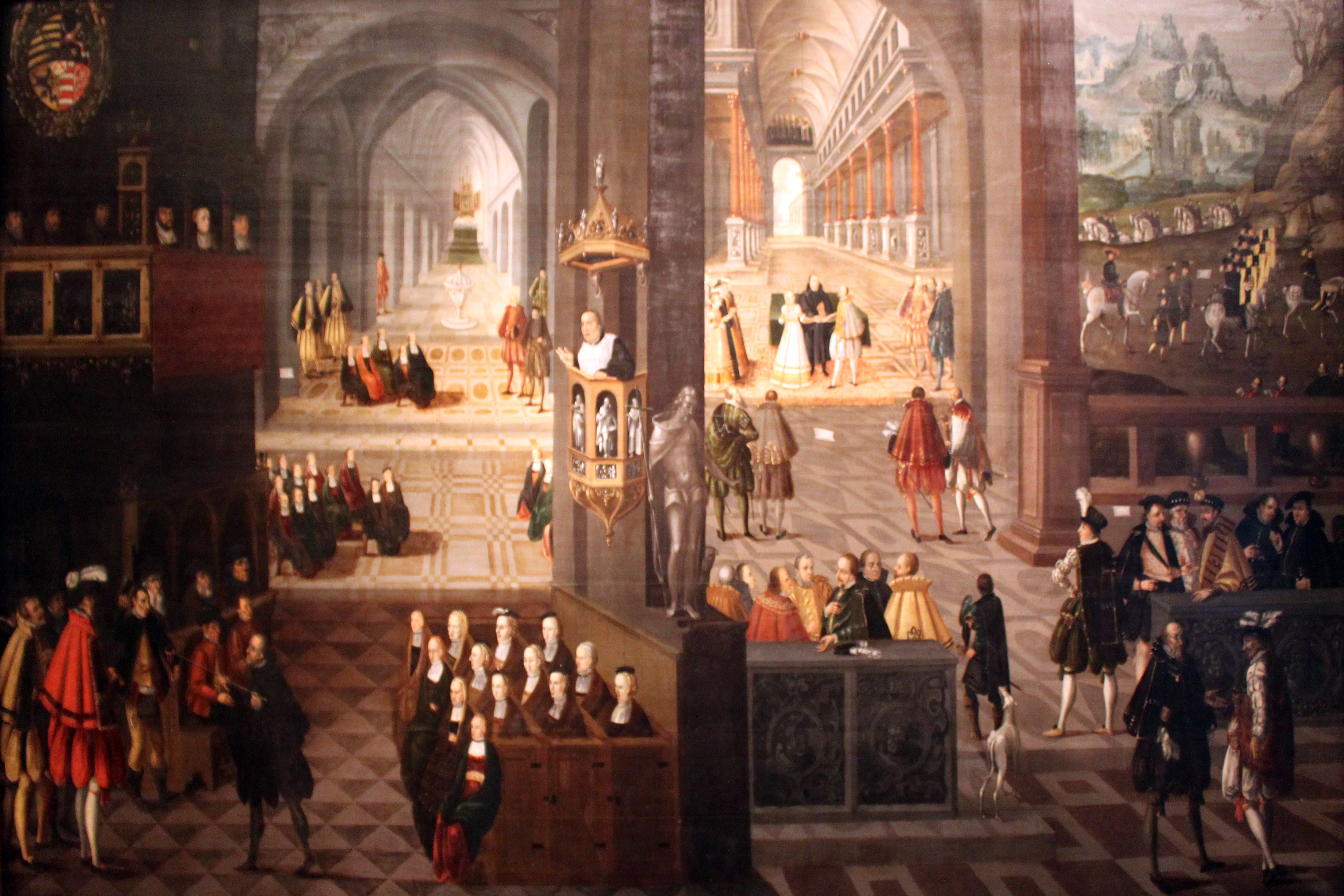
Alegoria da vida de João Frederico I. A pintura divide-se em 28 cenas essenciais da luta do príncipe-eleitor pela Reforma Protestante, incluindo o seu casamento com a princesa Sibila de Cleves.

João Frederico era o filho mais velho de João, Eleitor da Saxónia, e da sua primeira esposa, a princesa Sofia de Mecklemburgo. A sua mãe morreu catorze dias depois de ele nascer, a 12 de Julho de 1503.
Recebeu a sua educação de George Spalatin, uma pessoa que estimou muito ao longo de toda a sua vida. Spalatin era amigo e conselheiro de Martinho Lutero e assim, através dos ensinamentos de Spalatin, João desenvolveu uma devoção pelas ideias de Martinho Lutero. Tinha um grande conhecimento de História e a sua biblioteca, que possuía volumes de todas as grandes ciências, era uma das maiores da Alemanha.
João Frederico cultivou uma relação pessoal com Martinho Lutero e começou a trocar correspondência com ele na altura em que a bula de excomunhão tinha sido apresentada contra o reformador, e sempre se mostrou um seguidor convencido de Lutero. Observou o desenvolvimento do movimento de reforma religiosa com grande atenção. Leu os escritos de Lutero com grande entusiasmo, ordenou a publicação da primeira edição completa dos seus trabalhos e, nos seus últimos anos de vida, promoveu a compilação da edição de Jena. Também mandou construir uma capela no seu palácio em Torgau com o objectivo de torná-la num local de culto dedicado a Lutero e convidou-o para dar o sermão no dia em que a inaugurou. A influência de Lutero na corte de João Frederico também é visível na tradução realizada por Veit Warbeck do romance francês "Magelone", feita como parte dos preparativos de casamento de João Frederico em 1527; os elementos católicos da corte foram suprimidos.
O seu pai ensinou-lhe os assuntos políticos e diplomáticos da época e foi ele quem levou a cabo as primeiras negociações para um tratado com Hesse em Kreuzburg e Friedewald. Participou activamente nos distúrbios causados pelo "Caso de Pack", e Lutero ficou-lhe grato pelos seus esforços para manter a paz, apesar de ser ainda muito jovem. 
Durante a dieta de Speyer (1529), João Frederico assumiu temporariamente as rédeas do governo em nome do seu pai. As intrigas do arquiduque Fernando durante a mesma levaram-no a elaborar o estatuto federal para os estados evangélicos, o que mostra que ele estava mais convencido do seu direito e dever de defender o protestantismo do que o pai. João Frederico acompanhou o pai na Dieta de Augsburgo em 1530, assinou com ele a Confissão de Augsburgo e participou activamente nos seus procedimentos. A sua atitude não passou despercebida e valeu-lhe o ódio do sacro-imperador.

## Eleitor da Saxónia

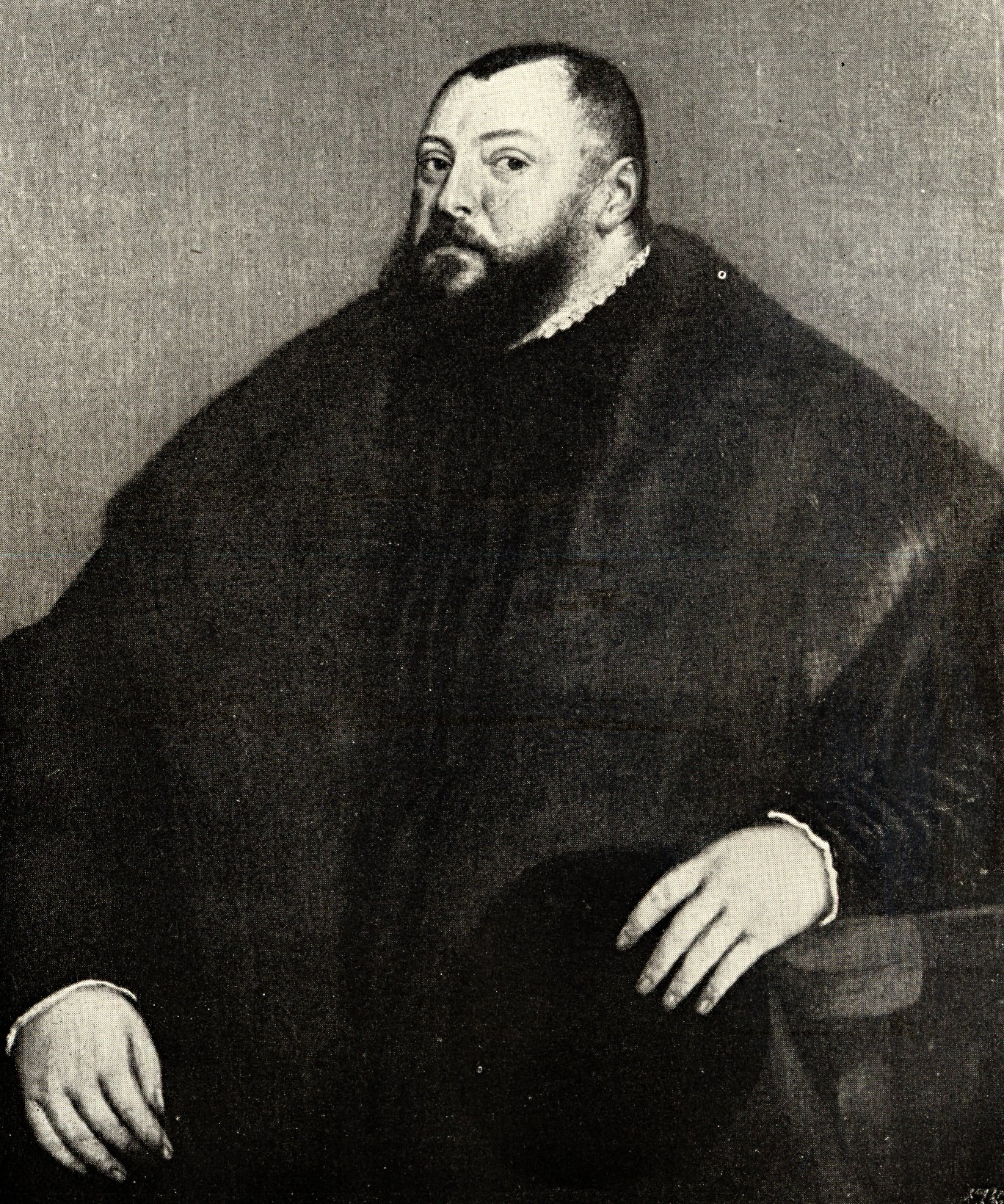
João Frederico quando príncipe-eleitor da Saxónia.

Em 1532, João Frederico sucedeu ao seu pai como eleitor da Saxónia. Inicialmente, reinou em conjunto com o seu meio-irmão, João Ernesto, mas, em 1542, passou a ser o único governante.
O chanceler Brück, que tinha conduzido as relações externas do território com habilidade e prudência, continuou a ser o seu conselheiro, mas a sua natureza aberta e impulsiva levaram-no a ignorar muitas vezes as opiniões do seu conselheiro experiente, colocando assim muitas vezes o eleitorado em perigo, principalmente devido ao facto de João Frederico não ser um político muito perspicaz.
João Frederico consolidou a Igreja Estatal Luterana instituindo um consistório eleitoral (1542) e renovando a visitação da igreja. Tomou uma posição mais firme e decidida do que o seu pai a favor da Liga de Esmalcalda, mas devido às suas crenças luteranas firmes, teve dificuldades com o conde de Hesse, que preferia uma união com os evangélicos da Suiça e de Estrasburgo. Não aceitou nenhuma das propostas apresentadas pelos papas Clemente VII e Paulo III para convocar um Concílio Geral, uma vez que estava convencido que este serviria apenas para "preserver o governo papal e anti-cristão". No entanto, de modo a estar preparado para qualquer situação, pediu a Lutero que resumisse todos os artigos aos quais estaria disposto a ceder perante um concílio, o que levou à escrita dos Artigos de Esmalcalde. Na Dieta de Esmalcalde em 1537, o concílio foi recusado e o eleitor ignorou por completo a comitiva papal, assim como recusou todas as propostas apresentadas pelo Dr. Held, o representante do sacro-imperador. Baniu judeus de seus domínios.
Voltou a mostrar suspeita quando se tentaram esforços para chegar a um acordo na conferência de Ragensburg em 1541 e recusou-se a aceitar o artigo de justificação que tinha sido elaborado sob a supervisão de Gasparo Contarini de modo a agradar a ambas as partes. Lutero, o seu conselheiro mais firme, apoiou-o nessa rejeição. Os esforços para conseguir um acordo falharam e o eleitor contribuiu para aumentar o fosso que separava as duas religiões ao interferir nos assuntos eclesiásticos de Halle e ao dar o seu apoio à Reforma Protestante, que tinha sido introduzida nos seus territórios por Justus Jonas. A sua atitude tornou-se cada vez mais obstinada e João Frederico nunca pensou nas consequências dos seus actos, o que prejudicou a causa protestante.
Apesar dos avisos do sacro-imperador, Brück e Lutero, João Frederico rejeitou a nomeação de Julius von Pflug como bispo de Naumburgo e decidiu nomear Nicolaus von Amsdorf para essa posição, fomentando assim a Reforma. Em 1542, expulsou o duque Henrique de Brunswick-Wolfenbüttel dos seus territórios para proteger as cidades evangélicas de Goslar e Brunswick e também deu início à Reforma nas mesas. O sacro-imperador Carlos V encontrava-se ocupado com outras guerras para interferir e também, aparentemente, estava a conseguir esconder quais eram as suas verdadeiras intenções. O sacro-imperador apareceu na dieta de Speyer em 1544 e mostrou uma harmonia nunca antes vista com os evangélicos. Permitiu a declaração de Regensburgo de 1541 e reconheceu todas as inovações apresentadas pelos evangélicos entre 1532 e 1541 porque precisava da ajuda deles na guerra contra a França. João Frederico achou que tinha sido instaurada a paz entre os reformadores e o sacro-imperador e deu continuidade às reformas eclesiásticas no seu território. Nem o aumento das discórdias entre os seus aliados o perturbaram.
Quando rebentou a Guerra de Esmalcalda em 1546, João Frederico assumiu o comando das suas tropas e partiu para sul, mas quando o seu primo, o duque Maurício, invadiu inesperadamente o seu eleitorado, o príncipe-eleitor foi obrigado a regressar. Conseguiu reconquistar grande parte dos seus territórios e afastar Maurício, mas o sacro-imperador apressou-se a viajar para norte e surpreendeu o eleitor. João Frederico perdeu a Batalha de Mühlberg a 24 de Abril de 1547 e o seu exército dispersou-se. Sofreu uma ferida grave no lado esquerdo do rosto, o que o deixou com uma cicatriz que ia desde a parte inferior do olho até à sua bochecha. Foi feito prisioneiro por Carlos V e enviado para o exílio em Worms.

## Prisão

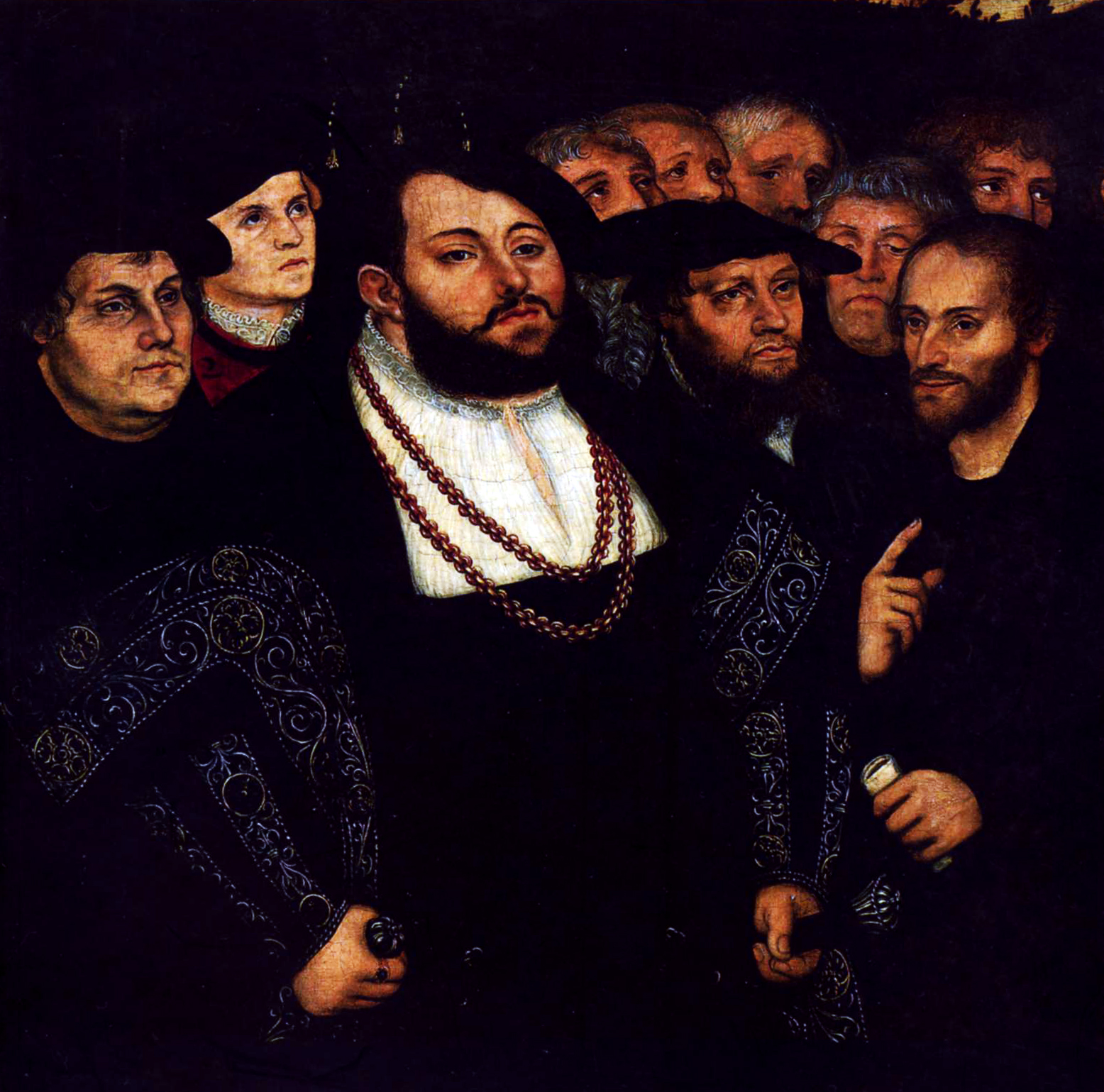
João Frederico I com algumas figuras mais importantes da Reforma Protestanteː Martinho Lutero, Philipp Melanchthon, Gregor Brück, Georg Spalatin entre outros.

O sacro-imperador Carlos V condenou-o à morte por rebeldia. No entanto, para não perder tempo no cerco de Wittenberg, cidade que estava a ser defendida por Sibila de Cleves, esposa do príncipe-eleitor, o sacro-imperador decidiu não executar logo a sentença e deu início a negociações. De modo a proteger a vida da sua esposa e filhos, e para impedir que Wittenberg fosse destruída, João Frederico concedeu a Capitulação de Wittenberg e, depois de abdicar do governo do seu país a favor do duque Maurício da Saxónia, a sua sentença foi alterada para prisão perpétua.
João Frederico nunca foi melhor nem mais magnânimo do que durante os seus dias na prisão, um aspecto que é evidente na correspondência que trocou com os seus filhos, com a esposa, com conselheiros, amigos e inimigos, que testemunham o seu comportamento calmo, a sua fé inabalável e a sua força perante o infortúnio. Recusou firmemente renunciar à sua fé protestante ou a reconhecer o Interim de Augsburgo, declarando que, se o fizesse, estaria a cometer "um pecado contra o Espírito Santo, uma vez que vários artigos vão contra a palavra de Deus". Foram-lhe oferecidas várias oportunidades para ser libertado, bastando para isso reconhecer o Interim, mas ele recusou-as sempre, incentivando ao mesmo tempo os seus filhos a não perder a força nem a fé.

## Últimos anos
Quando o príncipe-eleitor Maurício surpreendeu o sacro-imperador com um ataque militar, a pena de João Frederico I foi anulada e ele foi libertado a 1 de Setembro de 1552. Recusou-se firmemente a comprometer-se com as decisões de conselhos e dietas futuras relativamente a assuntos religiosos, declarando que estava decidido a seguir a doutrina escrita na Confissão de Augsburgo até à sua morte. A sua viagem de regresso a casa foi uma marcha triunfante. Decidiu mudar a capital do governo para Weimar e reformou as condições do seu país, mas morreu apenas dois anos depois de ser libertado. Uma das instituições em que mais investiu foi a Universidade de Jena, que criou para substituir a Universidade de Wittenberg, que tinha perdido quando o seu primo Maurício subiu ao poder. Morreu em Weimar, na Alemanha.

## Casamento e descendência

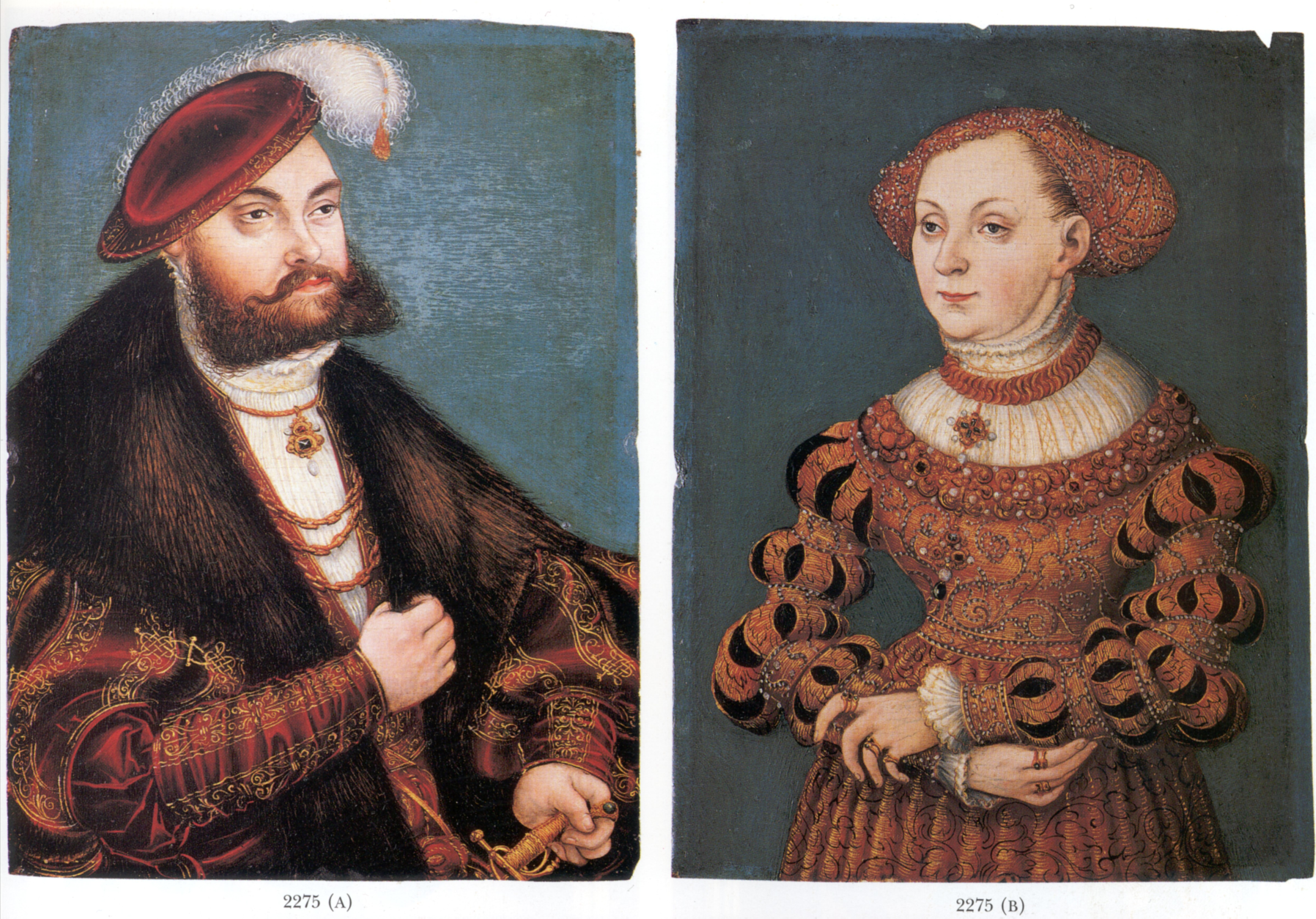
João Frederico com a sua esposa, a princesa Sibila de Cleves.

A 9 de Fevereiro de 1527, João Frederico casou-se em Torgau com a princesa Sibila de Cleves, filha de João III, Duque de Cleves. Juntos, tiveram quatro filhosː
1. João Frederico II, Duque da Saxónia (8 de Janeiro de 1529 – 19 de Maio de 1595), casado primeiro com a princesa Inês de Hesse; sem descendência. Casado depois com a condessa Isabel do Palatinado-Simmern-Sponheim; com descendência;
2. João Guilherme, Duque de Saxe-Weimar (11 de Março de 1530 – 2 de Março de 1573), casado com a condessa Doroteia Susana do Palatina-Simmern; com descendência;
3. João Ernesto da Saxónia (5 de Janeiro de 1535 – 11 de Janeiro de 1535), morreu com poucos dias de vida;
4. João Frederico III, Duque da Saxónia (16 de Janeiro de 1538 – 21 de Outubro de 1565), nunca se casou nem deixou descendentes.

## Genealogia
| João Frederico I, Eleitor da Saxônia | Pai: João, Eleitor da Saxónia          | Avô paterno: Ernesto, Eleitor da Saxónia                | Bisavô paterno: Frederico II, Eleitor da Saxônia                  |
| João Frederico I, Eleitor da Saxônia | Pai: João, Eleitor da Saxónia          | Avô paterno: Ernesto, Eleitor da Saxónia                | Bisavó paterna: Margarida da Áustria, Eleitora da Saxónia         |
| João Frederico I, Eleitor da Saxônia | Pai: João, Eleitor da Saxónia          | Avó paterna: Isabel da Baviera, Eleitora da Saxónia     | Bisavô paterno: Alberto III, Duque da Baviera                     |
| João Frederico I, Eleitor da Saxônia | Pai: João, Eleitor da Saxónia          | Avó paterna: Isabel da Baviera, Eleitora da Saxónia     | Bisavó paterna: Ana de Brunswick-Grubenhagen-Einbeck              |
| João Frederico I, Eleitor da Saxônia | Mãe: Sofia de Mecklemburgo (1481–1503) | Avô materno: Magno II, Duque de Mecklemburgo            | Bisavô materno: Henrique IV, Duque de Mecklemburgo                |
| João Frederico I, Eleitor da Saxônia | Mãe: Sofia de Mecklemburgo (1481–1503) | Avô materno: Magno II, Duque de Mecklemburgo            | Bisavó materna: Doroteia de Brandemburgo, Duquesa de Mecklemburgo |
| João Frederico I, Eleitor da Saxônia | Mãe: Sofia de Mecklemburgo (1481–1503) | Avó materna: Sofia da Pomerânia, Duquesa de Meclemburgo | Bisavô materno: Érico II, Duque da Pomerânia                      |
| João Frederico I, Eleitor da Saxônia | Mãe: Sofia de Mecklemburgo (1481–1503) | Avó materna: Sofia da Pomerânia, Duquesa de Meclemburgo | Bisavó materna: Sofia da Pomerânia-Słupsk                         |